# Renato (football, 1985)
Pour les articles homonymes, voir Renato.
Renato Eduardo de Oliveira Ribeiro
Renato Eduardo de Oliveira Ribeiro ou simplement Renato, né le 28 avril 1985 à Belo Horizonte, est un footballeur brésilien qui est au poste de milieu au AD São Caetano.

## Carrière de joueur

### En club
Né à Belo Horizonte, Renato commence sa carrière à l'Atlético Mineiro. 
En 2006, il a été signé par Corinthiens, à ce moment associé à MSI. Il a été rapporté que MSI a acheté les droits de Renato. En janvier 2007, il rejoint Vasco da Gama. 
À l'été 2007, il part pour l'équipe israélienne Maccabi Haïfa FC. 
En janvier 2009 Renato est retourne au Brésil, le Maccabi Haïfa FC maintient un pourcentage des droits économiques sur le joueur après la fin de son contrat qui devrait terminer jusqu'en 2010. 
Il a signé un contrat de trois ans avec AD Cabofriense de Rio de Janeiro en ligue inférieure, qui a agi comme un proxy pour l'investisseur.
Il a immédiatement quitté pour Botafogo, aussi un club de l'État de Rio. En 2010, il a été signé pour Esporte Clube Vitória.
Le 8 janvier 2011 Renato déménagé à Sport Club do Recife. En avril 2011, il part pour Guarani. 
Il a été libéré en février 2012 par AD Cabofriense et sans club jusqu'à qu'il resigné par Guarani en juin 2012.
En janvier 2013 , il a été embauché par Paulista de Jundiaí afin de concurrencer dans le championnat et en fin de contrat, il s'engage avec le AD São Caetano en Série B.

## Palmarès

### En club
- Botafogo
  - Finaliste de la Campeonato Carioca en 2009
- Vitória
  - Finaliste de la Coupe du Brésil en 2010
  - Vainqueur de la Campeonato Baiano en 2010
- Paulista
  - Finaliste de la Campeonato Paulista en 2013

### En équipe nationale
- Brésil
  - Finaliste du Championnat d'Amérique du Sud des moins de 20 ans en 2005
  - Troisième de la Coupe du monde des moins de 20 ans en 2005